# その時、妻は
『その時、妻は』（そのとき、つまは）は、北泉優子の小説作品、及びそれを原作としたTBS「花王 愛の劇場」枠にて放送された日本の昼ドラマのシリーズの1つである。

## TVドラマ

### 放送期間
- 1984年9月17日 - 11月2日 『その時、妻は』
- 1985年10月21日 - 12月27日 『その時、妻はII』

### キャスト
- 植村百合子 - 中田喜子
- 敬 - 山本亘
- 徹 - 柴田一幸
- 北見誠
- 湯原昌幸
- 荻島真一（現・荻島眞一）
- 山口いづみ
- 松山英太郎
- 新藤恵美
- 三条美紀
- 西田健
- 楠トシエ
- 小沢寿美恵
- 西本裕行
- 北川めぐみ

### スタッフ
- プロデューサー - 逸見稔（オフィス・ヘンミ）、金川克斗史（TBS）
- 原案 - 鶴島光重
- 脚本 - 田口耕三、北原優
- 音楽 - 佐藤允彦
- 編集 - 菅野順吉
- 演出 - 山田高道、下村堯二、村上新治
- 制作 - オフィス・ヘンミ、TBS

### 主題歌
- 「矢車日記」（小林幸子）
  - 作詞：小谷夏／作曲：中村泰士／編曲：薗広昭